# Josephoartigasia magna
A Josephoartigasia magna az emlősök osztályának rágcsálók rendjébe, ezen belül a pakaránafélék családjába tartozó fosszilis faj. A késő pliocén és a kora pleisztocén korokban, mintegy 3-2 millió évvel ezelőtt élt. 
E faj valamivel kisebb volt, mint a Josephoartigasia monesi. Hossza körülbelül 2,5 méter, tömege pedig 450 kilogramm lehetett, így az a Josephoartigasia magna a valaha élt egyik legnagyobb rágcsáló volt. Nagy mérete feltételezések szerint a kor nagy ragadozói (pl. Smilodon, gyilokmadarak) miatt mehetett végbe. 
Élőhely és viselkedése valószínűleg nagyban hasonlított a ma élő legnagyobb rágcsálóéra a kapibaráéra. A víz környélén élhetett és táplálkozhatott.